# 血小板輸血
血小板輸血，輸血的成份又称为血小板浓缩物，预防或治疗血小板減少症或血小板功能不佳患者的出血。接受癌症化疗的患者較常發生這樣的情況。若血小板濃度低于 10 x 10 9 /L 的患者，常需要预防性输血。在出血患者，在低于 50 x 10 9 /L 時就常會考慮输血。在输血小板前，建议进行血型配對（ABO、RhD）。然而，由於无法取得匹配的血小板，经常使用不匹配的血小板。由静脉注射輸血。
副作用包括过敏（如过敏性休克） 、感染和肺损伤。血小板的保存温度较高，因此细菌感染的发生率較高。血小板可以由全血或分離術产生。可以保存五到七天。
血小板输血在 20 世纪 50 至 60 年代开始用於医疗 。名列世界卫生组织基本药物标准清单。有些血小板濃厚液中的白血球已被分離後部分去除，或经过伽马射线照射，處理後有益於特定族群。